# خسائر حرب مرتفعات قرة باغ 2020
كانت الخسائر البشرية في حرب مرتفعات قرة باغ 2020 بين أذربيجان وجمهورية أرتساخ المدعومة من أرمينيا عالية، وقد وصلت رسميًا إلى بضعة ألاف وفقًا للأرقام الرسمية الصادرة من الأطراف المتحاربة، قُتل لأرمينيا وأرتساخ 2996 جنديًا، بينما قُتل لأذربيجان 2801 جنديًا وفُقد أكثر من 100 جندي أثناء القتال. ومع ذلك، لُوحظ أن الجانبين قللوا من عدد ضحاياهم وبالغوا في عدد القتلى والجرحى من العدو.
العدد الإجمالي للضحايا المدنيين المبلغ عنه من كلا الجانبين لا يقل عن 15. وتعرضت مناطق مدنية، بما في ذلك مدن رئيسية، للقصف، ولا سيما كنجه وبردعة وترتر وستيباناكيرت، ودُمرت العديد من المباني والمنازل.

## خسائر عسكرية

### أرمينيا
أبلغ الجانب الأرميني عن مقتل 2996 جنديًا خلال الحرب.
في 28 سبتمبر، أفادت مصادر أذربيجانية أن اللواء أراكيل مارتيكيان، رئيس إدارة المخابرات في هيئة الأركان العامة للقوات المسلحة الأرمينية، لقي مصرعه في انفجار على خط التماس بحلول 30 سبتمبر، ادعت السلطات الأذربيجانية أن أكثر من 700 جندي أرمني قتلوا أو جرحوا. العقيد سيرجي شاكريان والعقيد فاهاجن أساتريان قُتلوا. في 2 نوفمبر، قُتل أرتور سركسيان، وزير الدفاع في جمهورية أرتساخ أثناء القتال.
أفادت المصادر الأرمينية أيضًا بمقتل العديد من الرياضيين في الجيش: جور سركسيان، عضو فريق شباب الجودو الأرميني، ألبرت دادويان، بطل رفع الأثقال الأوروبي، تاتول هاروتيونيان، بطل أرمينيا في رفع الأثقال، إريك ساريان، لاعب إف سي لوكوموتيف يريفان، وليباريت داشتويان، لاعب سابق في نادي آلاشكيرت -2

### أذربيجان
خلال الصراع، لم تكشف الحكومة الأذربيجانية عن عدد خسائرها العسكرية. كانت هذه هي المرة الأولى التي لا تقدم فيها أذربيجان بيانات عن الخسائر في القتال، بينما خلال حرب ناغورني قرة باغ الأولى في 1992-1994 وفي اشتباكات أبريل 2016، أبلغ الجيش الأذربيجاني عن هذه المعلومات. في 21 ديسمبر، أبلغت وزارة الدفاع الأذربيجانية عن مقتل 2801 جنديًا وفقدان 100 آخرين أثناء القتال.
وزعم الجانب الأرميني مقتل 7630 جندياً أذربيجانياً ومرتزق سوري.
على غرار الجانب الأرمني، أفادت مصادر أذربيجانية أيضًا بوفاة رياضيين خدموا في الجيش: عارف كيبييف، بطل أذربيجان ثلاث مرات في العدو الريفي، ومختار قاسملي، بطل أذربيجان في كمال الأجسام في 22 أكتوبر، قتل البطل الوطني لأذربيجان والمحارب المخضرم الذي شارك في اشتباكات عام 2016، العقيد شكر حميدوف. في 23 نوفمبر توفي العقيد بابك سيميدلي في انفجار لغم أرضي في بحث بعد الهدنة عن الجنود المفقودين.
في 25 أكتوبر / تشرين الأول، أُبلغ عن مقتل جندي أذربيجاني من أصل روسي، دميتري سولنتسيف. في 27 أكتوبر، تم الإبلاغ عن أول ضحية عسكرية، وهي مسعفة قتالية توفيت أثناء نقل الجنود الجرحى من ساحة المعركة.
أعلنت وزارة الدفاع الأذربيجانية العدد النهائي للخسائر العسكرية في 21 ديسمبر. ووفقا للتقرير، قُتل 2801 جنديا وفُقد أكثر من 100 جندي أو ظلت جثثهم مجهولة الهوية. في 8 ديسمبر، أصدرت وزارة الدفاع الأذربيجانية قائمة كاملة بالخسائر العسكرية، مع الأسماء والرتب وتواريخ الميلاد.

### المرتزقة السوريين
أفاد المرصد السوري لحقوق الإنسان عن مقتل 541 مقاتلا أو مرتزقا سوريا يقاتلون لصالح أذربيجان. ومن بين القتلى قائد مخضرم في فرقة الحمزة المدعومة من تركيا، وأكد سيف بلود وفاته.

## الخسائر المدنية

### أرمينيا
وفقًا لمصادر أرمينية، في 27 سبتمبر، قُتل مدنيان في قصف أذربيجاني في مقاطعة مارتوني، وجُرح ما يقرب من اثني عشر في ستيباناكيرت؛ وزارة الدفاع الأذربيجانية نفت هذه المزاعم. في 10 أكتوبر / تشرين الأول، أفادت وسائل الإعلام الأرمينية بمقتل مدنيين اثنين في هادروت، أم وابنها من ذوي الإعاقة، وفقاً لأرمينيا، كان القتل قد نفذ على يد متسللين أذربيجانيين. أفادت السلطات الأرمينية بأن 55 مدني أرميني قتلوا في الحرب. ومع ذلك، أفاد طبيب في مدينة ستيباناكيرت بمقتل ما يصل إلى 300 إلى 400 مدني أرمني في الحرب حتى 25 أكتوبر / تشرين الأول.
كما أشارت مصادر أرمينية إلى أن الاشتباكات أدت إلى نزوح ما يقرب من نصف سكان مرتفعات قره باغ أو ما يقارب 70 ألف شخص.

### أذربيجان
وبحسب مصادر أذربيجانية، استهدف الجيش الأرميني مناطق مكتظة بالسكان تحتوي على منشآت مدنية. في الهجمات الصاروخية على كنجه قتل ما مجموعه 24 شخصًا على الأقل. وفقًا لمكتب المدعي العام الأذربيجاني، قُتل ما مجموعه 100 مدني أذربيجاني وجرح 416 خلال الحرب.
في 28 أكتوبر، في أعقاب الهجمات الصاروخية على بردعة التي أسفرت عن مقتل 26 مدنيا، بلغ عدد القتلى من المدنيين الأذربيجانيين 91 و 322 جريحا.

### طرف ثالث
في 1 أكتوبر، أصيب صحفيان فرنسيان من لوموند كانا يغطيان الاشتباكات في مدينة مارتوني بنيران أذربيجانية. بعد أسبوع، أصيب ثلاثة صحفيين روسيين في شوشا بجروح خطيرة في هجوم أذربيجاني. توفي المواطن الروسي أرتور ماياكوف البالغ من العمر 13 عامًا متأثرًا بجروح أصيب بها خلال هجمات الصواريخ الباليستية على كنجه في 17 أكتوبر.